# Odette de Champdivers
Odette de Champdivers (Comtat de Borgonya, 18 de desembre 1390 - París, 24 de març, 1425), coneguda com la "petite reine", va ser una favorita de Carles VI, rei de França. És la mare de Marguerite, que serà legitimada després de la mort de Carles VI.

## Biografia
Pertanyent a la família senyorial d'aquell cognom, els feus del qual estaven situats al comtat de Borgonya, entre Saint-Jean-de-Losne i Dole; era filla d'Odinet de Champdivers, escuder del rei (Murescallus equarum, segons el text primitiu del Religieux de Saint-Denis).
El rei estava boig i ple d'una afecció cutània que cobria de nafres el cos; per trobar el seu remei s'havia acudit a tots els metges i remeiers coneguts; els primers en veure la inutilitat dels seus esforços, eren acomiadats de la cort, i els segons cremats vius a la plaça de la Grève. S'havia implorat tots els sants i fins i tot el mateix dimoni (segons refereixen alguns cronistes de l'època) ia qui per mediació d'un bruixot del Llengüedoc s'havia consagrat el darrer fill del rei, seguint els ritus d'un llibre que aquell posseïa titulat, Smagorad, el text original del qual es considerava donat a Adam. Tot havia estat en va, abans al contrari, cada dia estava pitjor i la seva bogeria tendia a fer-se furiosa.
Havent observat el duc de Bretanya, Joan I de Borgonya, conegut com a "Joan sense por", que algunes dones com la duquessa de Berry. Valentina de Milà, havien aconseguit calmar els seus rampells de bogeria, després de l'assassinat del duc d'Orleans i d'acord amb la reina Isabel de Baviera, un matí va trobar el rei al seu llit Odette, la bellesa del qual estava realçada pels encants de l'esperit i per una veu dolcíssima que influïa benèficament en l'ànim del desgraciat boig, que va arribar a sentir un profund afecte per aquella dona de cor bo i generós, que va consagrar la seva vida a dulcificar els seus patiments, trobant-se abandonat de tots, malgrat l'elevat lloc que ocupava.
D'aquella relació en va néixer una nena el 1408, "Marguerite"; el monarca havia fet valuoses donacions a la seva favorita, entre elles els castells senyorials de Creteuil i de Bagnolet i el dret de portatge de "Saint-Jean-de-Losne".

## Mort del rei
Mort el rei el 21 d'octubre de 1422, Odetta, anomenada pel poble la petite reine o la parva regina, es va retirar amb la seva filla a Borgonya, on vivien ambdues de la protecció que els dispensava Felip III de Borgonya, però descontenta de la manera com aquell procedia, va conspirar a favor de Carles VII, juntament amb un caputxí de Beuvray, anomenat Étienne Chariot, facilitant al fill del seu reial amant informacions precioses, per la qual cosa fou empresonada el 1424 a Dijón, juntament amb Chariot, s'escapolí refugiant-se després al Delfinat, on es van perdre les seves traces.
La seva filla Margueritte de Valois, casá més tard amb Jean III Harpedanne, senyor de Belleville-en-Poitou i Montaigu, senescal de Saintonge, camarlenc de Carles VII de França; Jean III Harpedanne, senyor de Belleville-en-Poitou i Montaigu, senescal de Saintonge, camarlenc de Carles VII de França. La seva descendència es va extingir amb Claudi de Belleville, mort a Coutras el 20 d'octubre de 1587.